# Central-Theater (Thale)

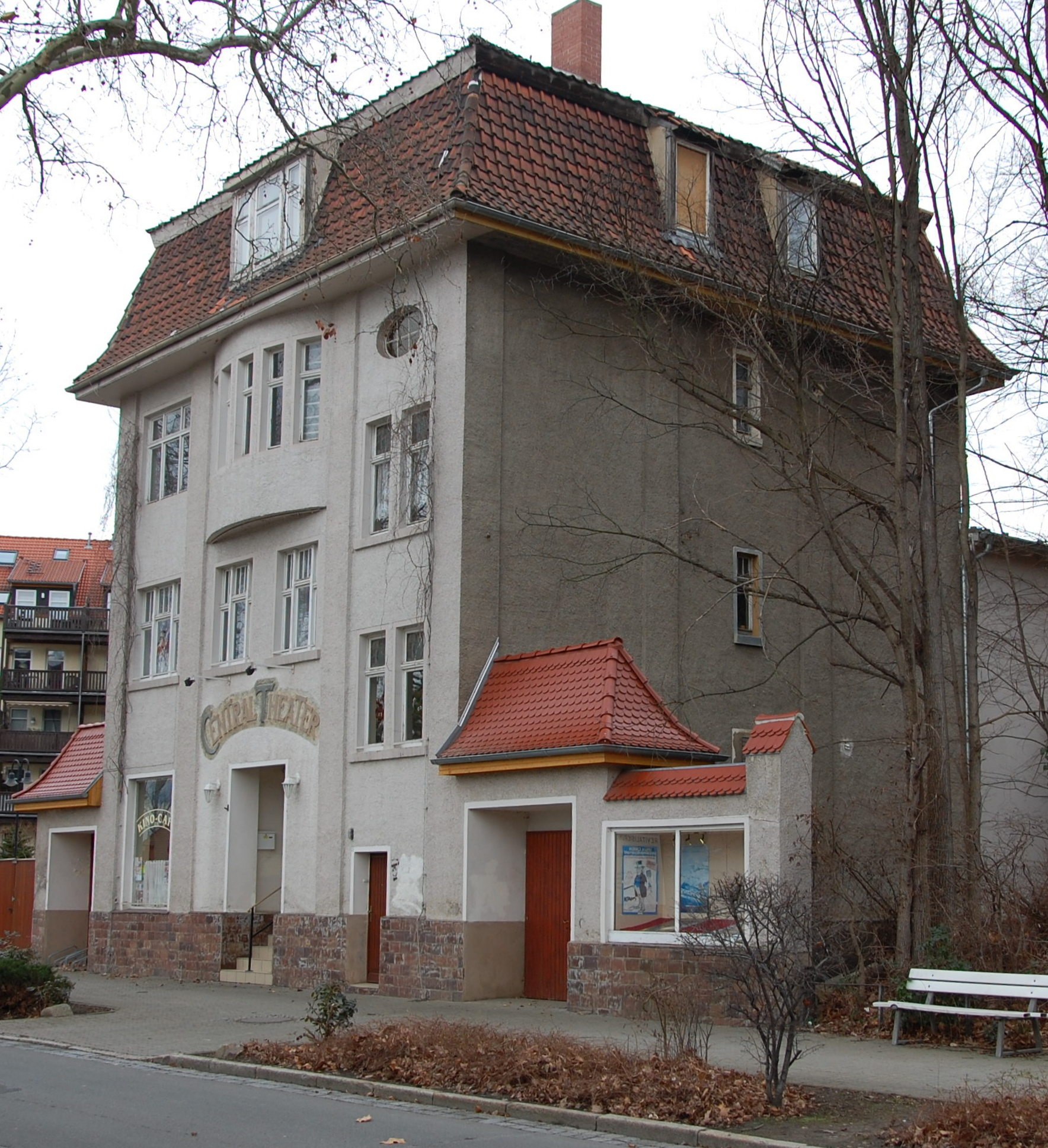
Central-Theater in Thale (2014)

Das Central-Theater ist ein denkmalgeschütztes Kino in der Stadt Thale in Sachsen-Anhalt.

## Lage
Das Kino befindet sich an der Adresse Bahnhofstraße 5 in Thale auf der Südseite der Bahnhofstraße, gegenüber dem Bahnhof Thale. Etwas weiter westlich liegt der Friedenspark, der Kurpark Thales. Das markante Gebäude gilt als städtebaulich bedeutsam.

## Architektur und Geschichte
Der freistehende dreigeschossige Bau entstand in der Zeit um 1910. Die Fassade des verputzten Gebäudes ist durch Kolossalpilaster gegliedert. Links und rechts des Hauses schließen sich Durchgänge an. Über dem mittig gelegenen Haupteingang befindet sich der Schriftzug Central Theater. Bedeckt wird der Bau von einem Mansarddach. Hofseitig grenzt der Kinosaal an.
Im Saal befinden sich 96 Sitzplätze. Darüber hinaus besteht ein separates Kino-Café mit 17 Plätzen.
Die Eröffnung des Kinos fand am 8. November 1911 statt. Erster Besitzer war Herr F. Boenicke. Heute ist die Stadt Thale Eigentümerin des Kinos, nachdem sie es bei einer Auktion ersteigert hat, um einen Erhalt des Kinos zu sichern. Seit 2001 ist es an Sylvia Walther verpachtet (Stand 2015). Die Stadt Thale investierte in den Innenausbau des Kinos und führte schrittweise eine Sanierung durch. Im Jahr 2011 wurde auf digitale Technik umgestellt.
Im örtlichen Denkmalverzeichnis ist das Gebäude unter der Erfassungsnummer 094 45247 als Kino verzeichnet.